# Naarn im Machlande
Naarn im Machlande là một đô thị thuộc huyện Perg thuộc bang Oberösterreich, Áo. Đô thị Naarn im Machlande có diện tích 35,1 km², dân số thời điểm năm 2006 là 3371 người.